# Министерство обороны Пакистана
Министерство обороны Пакистана имеет цель координировать и осуществлять контроль всех основных государственных учреждений и федеральных ведомств правительства, касающихся непосредственно национальной безопасности и обороны Пакистана. Министерство обороны играет важную роль в распределении и разработке бюджета на оборону и военный учений, относящихся ко всем вооруженным силам Пакистана, занимающимися обороной страны. С 2018 года должность министра обороны занимает Первез Хаттак.

## Структура Министерства обороны
- Управление гражданской авиации
- Управление по связям с общественностью
- Отборочная комиссия
- Вооруженные силы Пакистана
- ВВС Пакистана
- Армия Пакистана
- ВМС Пакистана
- Морские пехотинцы Пакистана
- Пакистанская береговая охрана
- Военная бухгалтерия Пакистана
- Пакистанские международные авиалинии
- Пакистанский Метеорологический департамент
- Департамент геофизики и геологических изысканий
- Морской департамент и по делам рыбного хозяйства
- Департамент по ядерному регулированию
- Институт океанографии
- Научно-исследовательские лаборатории